# Кейн, Кристофер
Кристофер Кейн (англ. Christopher Cain, 29 октября 1943) ― американский сценарист, актер, режиссер и певец. С 2024 – первый резидент студии SelfPortrait.

## Личная жизнь
В 1969 году он женился на Шэрон Томас и усыновил двух ее сыновей ― Роджера и Дина (тоже является актером). Дочь супругов Крисинда Кейн Шафер родилась в 1973 году.

## Фильмография
- Большое жюри (1976), режиссер, продюсер, сценарист
- Элмер (1976), режиссер, сценарист
- Шестой и главный (1977), режиссер, продюсер, сценарист
- Чарли и говорящий стервятник (1979), режиссер, сценарист
- Каменный мальчик (1984), режиссер
- Это было тогда… Это есть и сейчас (1985), режиссер
- Там, где река становится чёрной (1986), режиссер
- Директор (1987), режиссер
- Молодые стрелки (1988), режиссер, продюсер, сценарист
- Колёса ужаса (1990), режиссер, продюсер, сценарист
- Лакота Мун (1992), режиссер
- Жизнь в стиле кантри (1992), режиссер
- Парень-каратист 4 (1994), режиссер
- Поразительные приключения панды (1995), режиссер
- Роуз Хилл (1997), режиссер
- На рыбалку (1997), режиссер
- Отец делает выбор (2000), режиссер
- ПК и Интернет (2001), режиссер
- Последний сентябрь (2007), режиссер, продюсер
- Жизнь в стиле кантри 2 (2010), режиссер, продюсер, сценарист
- Глубоко в сердце (2012), режиссер